# Les Deux-Villes
Les Deux-Villes est une commune française située dans le département des Ardennes, en région Grand Est.

## Géographie

### Localisation
| Matton-et-Clémency |             |                        |
| Carignan           | Deux-Villes | Tremblois-lès-Carignan |
| Blagny             | Puilly      |                        |

### Hydrographie
La commune est dans le bassin versant de la Meuse au sein du bassin Rhin-Meuse. Elle est drainée par le ruisseau du Banel, le ruisseau de l'Aunois et le ruisseau des Deux Villes,.

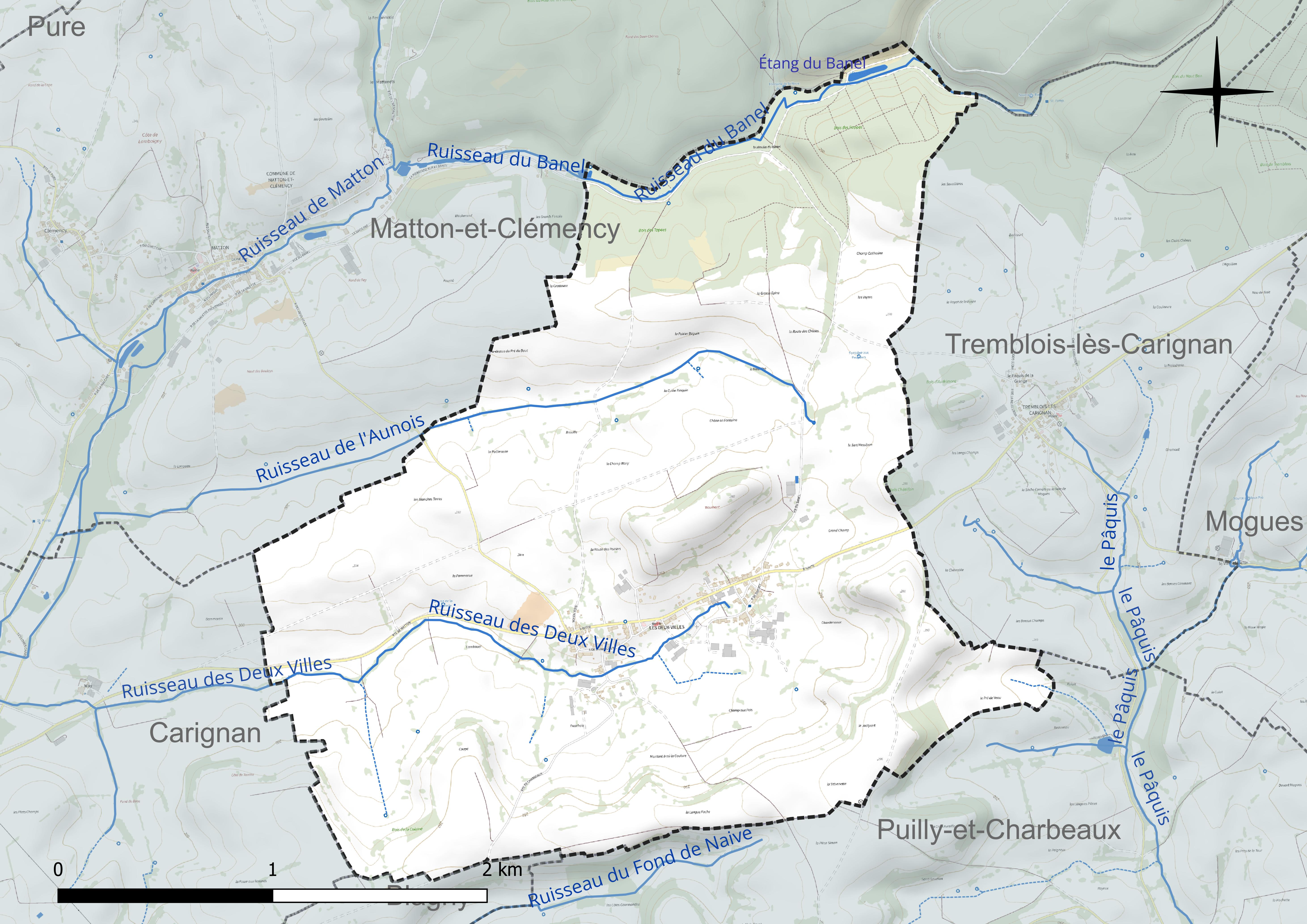
Réseau hydrographique des Deux-Villes.

Un plan d'eau complète le réseau hydrographique : l'étang du Banel (0,5 ha),.

### Climat
Pour des articles plus généraux, voir Climat du Grand Est et Climat des Ardennes.
En 2010, le climat de la commune est de type climat de montagne, selon une étude du Centre national de la recherche scientifique s'appuyant sur une série de données couvrant la période 1971-2000. En 2020, Météo-France publie une typologie des climats de la France métropolitaine dans laquelle la commune est dans une zone de transition entre le climat océanique altéré et le climat océanique altéré et est dans la région climatique Lorraine, plateau de Langres, Morvan, caractérisée par un hiver rude (1,5 °C), des vents modérés et des brouillards fréquents en automne et hiver.
Pour la période 1971-2000, la température annuelle moyenne est de 9,2 °C, avec une amplitude thermique annuelle de 15,4 °C. Le cumul annuel moyen de précipitations est de 941 mm, avec 13,7 jours de précipitations en janvier et 9,7 jours en juillet. Pour la période 1991-2020, la température moyenne annuelle observée sur la station météorologique de Météo-France la plus proche, « Linay », sur la commune de Linay à 4 km à vol d'oiseau, est de 10,4 °C et le cumul annuel moyen de précipitations est de 969,0 mm. 
La température maximale relevée sur cette station est de 42 °C, atteinte le 25 juillet 2019 ; la température minimale est de −24 °C, atteinte le 9 janvier 1985,,.
Les paramètres climatiques de la commune ont été estimés pour le milieu du siècle (2041-2070) selon différents scénarios d'émission de gaz à effet de serre à partir des nouvelles projections climatiques de référence DRIAS-2020. Ils sont consultables sur un site dédié publié par Météo-France en novembre 2022.

## Urbanisme

### Typologie
Au 1er janvier 2024, Les Deux-Villes est catégorisée commune rurale à habitat dispersé, selon la nouvelle grille communale de densité à 7 niveaux définie par l'Insee en 2022.
Elle est située hors unité urbaine. Par ailleurs la commune fait partie de l'aire d'attraction de Carignan, dont elle est une commune de la couronne,. Cette aire, qui regroupe 12 communes, est catégorisée dans les aires de moins de 50 000 habitants,.

### Occupation des sols
L'occupation des sols de la commune, telle qu'elle ressort de la base de données européenne d’occupation biophysique des sols Corine Land Cover (CLC), est marquée par l'importance des territoires agricoles (82,1 % en 2018), en diminution par rapport à 1990 (82,9 %). La répartition détaillée en 2018 est la suivante : 
prairies (52,9 %), terres arables (28,6 %), forêts (13,6 %), zones urbanisées (4,3 %), zones agricoles hétérogènes (0,6 %). L'évolution de l’occupation des sols de la commune et de ses infrastructures peut être observée sur les différentes représentations cartographiques du territoire : la carte de Cassini (XVIIIe siècle), la carte d'état-major (1820-1866) et les cartes ou photos aériennes de l'IGN pour la période actuelle (1950 à aujourd'hui).

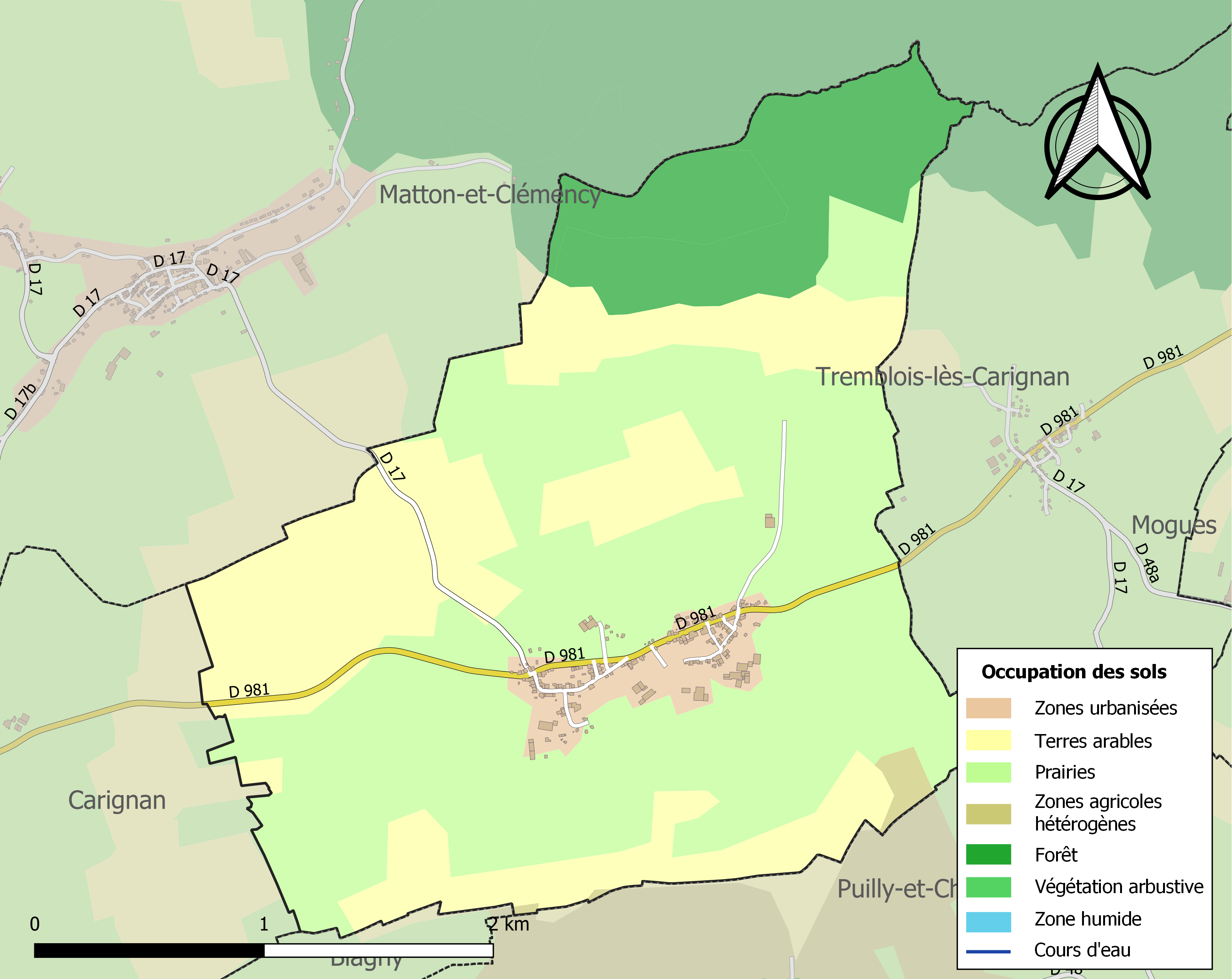
Carte des infrastructures et de l'occupation des sols de la commune en 2018 (CLC).

## Toponymie
« Les Deux-Villes » désigne, depuis la fin du XVIe siècle, la fusion de Chamouilly et Giversy.
Au temps des romains il existait, en cet endroit deux villas qui par la suite sont devenues deux grandes fermes: Giversy et Chamouilly. Des habitations se groupèrent autour de ces maisons de culture et formèrent plus tard un village qui fut d'abord désigné de Chamouilly-et-Giversy et ensuite sous celui de Les Deux-Villes, contraction de Deux-Villas. Chamouilly s'applique à la ville basse et Giversy à la ville haute.

## Histoire
Au cours de la Révolution française, la commune porta provisoirement le nom de Giversy.

## Politique et administration
| Période                                  | Période  | Identité        | Étiquette | Qualité             |
| ---------------------------------------- | -------- | --------------- | --------- | ------------------- |
| avant 1995                               | ?        | Gabriel Lejeune |           |                     |
| mars 2001                                | mai 2020 | Philippe Warcet |           |                     |
| mai 2020                                 | En cours | Géry Tronçon    |           | Cadre administratif |
| Les données manquantes sont à compléter. |          |                 |           |                     |

## Population et société

### Démographie
L'évolution du nombre d'habitants est connue à travers les recensements de la population effectués dans la commune depuis 1793. Pour les communes de moins de 10 000 habitants, une enquête de recensement portant sur toute la population est réalisée tous les cinq ans, les populations de référence des années intermédiaires étant quant à elles estimées par interpolation ou extrapolation. Pour la commune, le premier recensement exhaustif entrant dans le cadre du nouveau dispositif a été réalisé en 2006.

En 2022, la commune comptait 249 habitants, en évolution de −1,97 % par rapport à 2016 (Ardennes : −2,97 %, France hors Mayotte : +2,11 %).
| 1793 | 1800 | 1806 | 1821 | 1831 | 1836 | 1841 | 1846 | 1851 |
| ---- | ---- | ---- | ---- | ---- | ---- | ---- | ---- | ---- |
| 368  | 285  | 385  | 454  | 435  | 483  | 492  | 527  | 531  |

| 1866 | 1872 | 1876 | 1881 | 1886 | 1891 | 1896 | 1901 | 1906 |
| ---- | ---- | ---- | ---- | ---- | ---- | ---- | ---- | ---- |
| 548  | 504  | 492  | 489  | 496  | 494  | 456  | 429  | 398  |

| 1911 | 1921 | 1926 | 1931 | 1936 | 1946 | 1954 | 1962 | 1968 |
| ---- | ---- | ---- | ---- | ---- | ---- | ---- | ---- | ---- |
| 379  | 292  | 287  | 286  | 288  | 242  | 235  | 244  | 240  |

| 1975 | 1982 | 1990 | 1999 | 2006 | 2011 | 2016 | 2021 | 2022 |
| ---- | ---- | ---- | ---- | ---- | ---- | ---- | ---- | ---- |
| 230  | 206  | 195  | 219  | 254  | 269  | 254  | 251  | 249  |

## Culture locale et patrimoine

### Lieux et monuments
- Église Saint-Laurent de la Ville-Haute.

### Héraldique
| Blason de Les Deux-Villes | Blason  | Parti : au 1er de sinople au besant d’or en pointe, au 2e de gueules à la croisette recroisetée au pied fiché d’or en chef, à la cotice d’argent brochant sur le tout. |
| Blason de Les Deux-Villes | Détails | La partie verte représente Chamouilly ville basse et la partie rouge représente Giversy ville haute. Le besant rappelle les médailles et monnaies retrouvées sur le territoire de la commune. La croisette est celle du blason des comtes de Chiny. La cotice évoque la voie romaine Reims-Trèves qui traversait la commune. Le statut officiel du blason reste à déterminer. |